# فرانک بارتون (بازیکن فوتبال انگلیسی)
فرانک بارتون (انگلیسی: Frank Barton؛ زادهٔ ۲۲ اکتبر ۱۹۴۷) بازیکن فوتبال اهل بریتانیا است.
از باشگاه‌هایی که در آن بازی کرده‌است می‌توان به باشگاه فوتبال اسکانتورپ یونایتد، باشگاه فوتبال ای‌اف‌سی بورنموث، باشگاه فوتبال بلکپول، باشگاه فوتبال کارلایل یونایتد، باشگاه فوتبال گریمزبی تاون، و باشگاه فوتبال هرفورد یونایتد اشاره کرد.